# شبكة الميادين الإعلامية
في أواخر يوليو 2011 أعلن الإعلامي غسان بن جدو عن شبكة إعلامية متكاملة يجري العمل لتأسيسها تحت اسم شبكة الميادين الإعلامية وهي عبارة عن اندماج قناة الاتحاد لنايف كريم والمشروع الإعلامي لغسان بن جدو. وأبرز فروعها قناة الميادين.

## أقسامها
- - قناة فضائية{ وهي نواة الشبكة } وتحمل اسم قناة الميادين.[1]
- - إذاعة راديو
- - موقع إلكتروني[2]
- - شركة الاتحاد للإنتاج
- - شركة إعلانات
- - وسائط إعلامية أخرى

## السياسة العامة للشبكة
الميادين هي شبكة فضائية عربية شعارها إعلام الواقع وتحرص على تقديم الصورة الكاملة والمعلومة الدقيقة ونقل الواقع كما هو بلغة صحفية محترفة تلتزم المهنية والتوازن وبرؤية إعلامية حديثة تحاكي العصر والمستقبل وهي وسيلة إعلام تنشد أن تكون مساحة تلاق وحوار وتفاعل

## مقر الشبكة
يقول غسان بن جدو «لقد اخترنا مقر الشبكة في العاصمة اللبنانية بيروت، وبدأنا مرحلة التصميم والتجهيز التقني والتي نتوقع ان تمتد لخمسة أشهر، وفي الاثناء سيكون مقر قناة 'الاتحاد' الذي بات 'شركة الاتحاد للإنتاج' هو مركز الشبكة الموقت للتحضير الكامل للانطلاق»

## موازنة الشبكة
بلغت موازنة الشبكة ما يقارب 40 مليون دولار، وقد بلغت مساهمة بن جدو فيها مليون دولار. هذا ويعتزم أيضا القيام بجولة في أوروبا وأمريكا الجنوبية، لطرح اسهم الشبكة وقال ان سعر سهم الشركة سيكون 100 دولار أمريكي للسهم الواحد.